# ماريو رواتا
ماريو رواتا (2 فبراير 1887 - 7 يناير 1968) كان جنرالًا إيطاليًا، اشتهر بدوره في قمع الجيش الإيطالي الثاني المدنيين، في المناطق السلوفينية والكرواتية في يوغسلافيا المحتلة خلال الحرب العالمية الثانية.  في تعميمه 3C ، أمر رواتا بالإعدام بإجراءات موجزة، وأخذ الرهائن، والأعمال الانتقامية، وعمليات الاعتقال، وحرق المنازل والقرى بأكملها، وترحيل 25000 شخص، تم وضعهم في معسكرات الاعتقال الإيطالية في راب وجونارز ومونيغو (تريفيزو) و Renicci d'Anghiari و Chiesanuova وأماكن أخرى. ولم يتلقى الناجون أي تعويض من الدولة الإيطالية بعد الحرب.  شكل المبعدين حوالي 7.5 في المائة من إجمالي سكان مقاطعة ليوبليانا التي تحتلها إيطاليا.
من عام 1934 إلى عام 1936، كان رواتا رئيسًا لدائرة المعلومات العسكرية الإيطالية. خلال الحرب الأهلية الإسبانية، قاد فيلق قوات المتطوعين وساعد قوات فرانسيسكو فرانكو. كان نائب رئيس أركان الجيش الإيطالي من أكتوبر 1939 إلى مارس 1941 ومن مارس 1941 إلى يناير 1942 رئيس أركان الجيش وساعد في التحضير لغزو يوغوسلافيا. من يناير 1942 حتى فبراير 1943، شغل منصب قائد الجيش الثاني الإيطالي وعمل في يوغوسلافيا. هناك بنى سياسة حاول فيها القضاء على البارتزيان اليوغوسلافيين، وساعد في إدارة العلاقات مع سلطات الدولة الكرواتية المستقلة العميلة، والتعاون «المتقدم إلى حد كبير والمنهجي» مع Chetniks. كما أنشأ التعميم 3C باعتباره «بيانًا للقمع في الأراضي اليوغوسلافية»، وحث على تنفيذ «التطهير العرقي» وشدد على ضرورة «التطهير الكامل» للمناطق التي تعيش في سلوفينيا.

## الحرب العالمية الثانية
من يوليو إلى أكتوبر 1939، عمل كملحق عسكري في برلين.  من أكتوبر 1939 إلى مارس 1941، شغل منصب نائب رئيس أركان الجيش الإيطالي. 

## وصلات خارجية
- ماريو رواتا على موقع مونزينجر (الألمانية)

1. ↑  Burgwyn 2004.
2. ↑  Carroll 2001.
3. ↑  Heiber & Glantz 2005.
4. ↑  Sullivan 1995.